# Militaire wielrijders

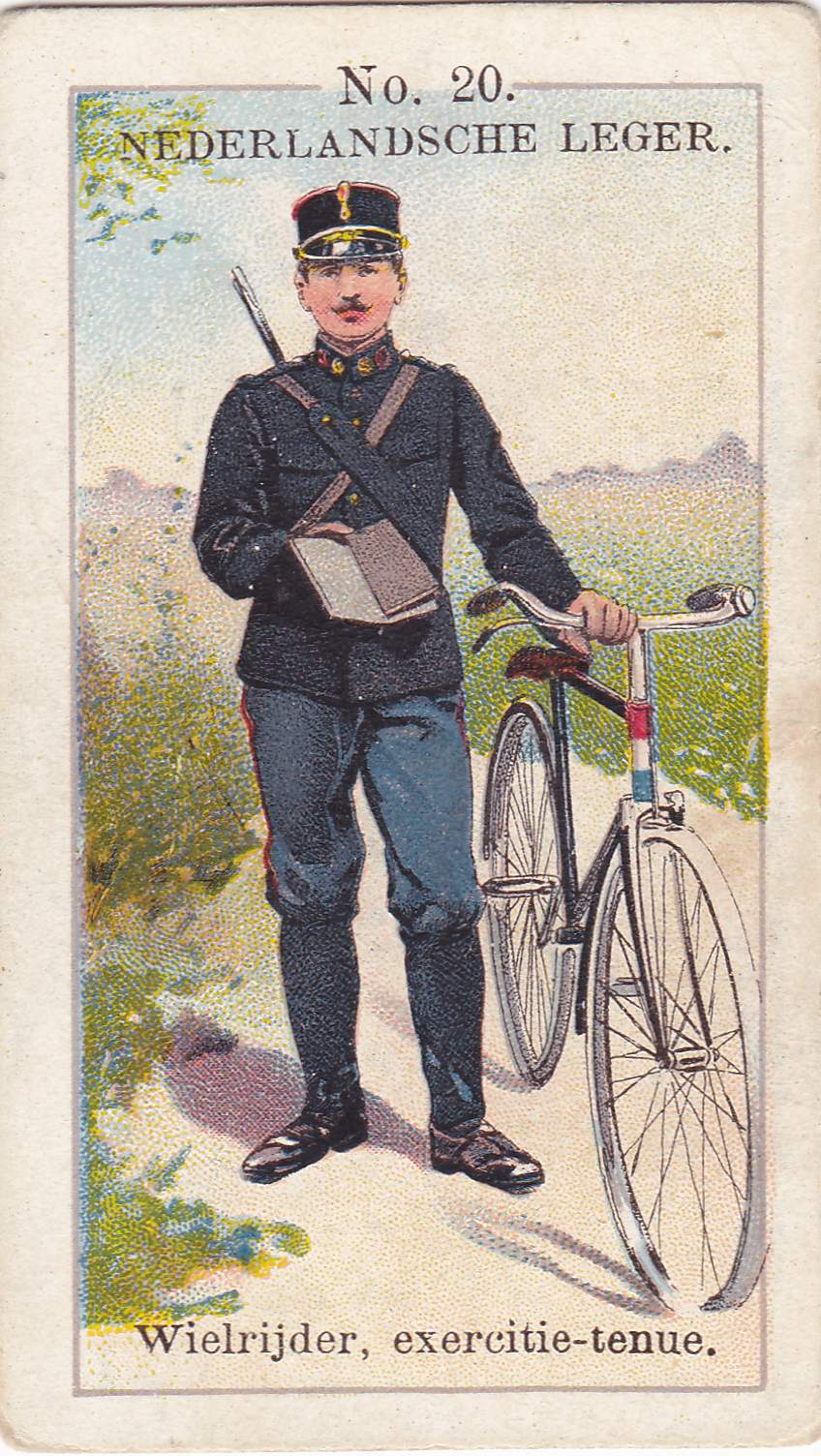
Wielrijder in exercitie-tenue rond 1900

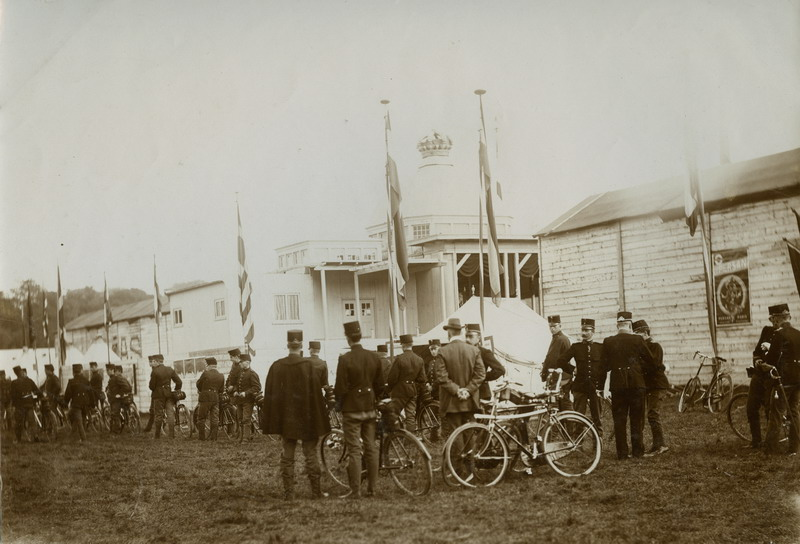
Militaire wielrijders op een sportdag te Den Haag in 1909

Militaire wielrijders waren soldaten van het Nederlandse leger die zich verplaatsten per fiets of motorfiets. Na berichten uit het buitenland heeft de minister van Oorlog in 1889 het plan opgevat om een korps militaire wielrijders op te richten. Het landleger heeft tot eind jaren 1940 militairen gekend die zich verplaatsten per rijwiel.

## Geschiedenis

### Vroege geschiedenis
De eerste 'militaire' wielrijders waren in 1889-1890 burgers die werden gerekruteerd uit het ledenbestand van de ANWB, de Algemeene Nederlandsche Wielrijders Bond. Zij kregen een tijdelijk militair contract om tijdens grote manoeuvres ordonnansdiensten te verrichtten. In militaire kringen was men niet onverdeeld enthousiast, omdat deze burgers niet onderworpen waren aan de militaire tucht. Met ingang van 1896 kocht het leger eigen fietsen aan en kregen dienstplichtigen bij de infanterie onderricht in het gebruik van het rijwiel als verplaatsingsmiddel. Per regiment werd een ploeg van omstreeks 20 tot 30 wielrijders ingedeeld. Hun hoofdtaken waren beveiliging middels patrouillegang en ordonnansdiensten. Deze eenheden heetten "regimentspatrouilles". Daarnaast werden vier aparte compagnieën wielrijders (CW's) opgericht.

### Eerste Wereldoorlog en Interbellum
Gedurende de mobilisatie van 1914 werd het aantal compagnieën wielrijders (CW's) verdubbeld. Tevens deden de Eysinkmotoren met mitrailleur hun intrede bij de CW's. Prentbriefkaarten van motormitraillisten die op luchtdoelen vuren herinneren aan deze 'verzwaring' van de wielrijders. In 1922 werden de vier compagnieën, in verband met de rigoureuze wijzigingen als gevolg van de dienstplichtwet 1922, samengevoegd tot het Bataljon Wielrijders. Als legering werd gekozen voor de Isabellakazerne te 's-Hertogenbosch. De regimentspatrouilles bleven bij de regimenten bestaan, het personeel hiervoor werd bij het Bataljon Wielrijders opgeleid.
In deze jaren werden de taken van de wielrijders herzien. Het bataljon kreeg het als opleidingseenheid in vredestijd zwaar voor de kiezen. Dit werd onderkend, en twee jaar later al werd het bataljon omgevormd tot regiment. Dit hield in dat zij in oorlogstijd drie bataljons infanterie op het rijwiel moest kunnen mobiliseren.
In 1924 werd het Bataljon Wielrijders omgevormd naar het Regiment Wielrijders (RW), dat werd ingericht en uitgerust als infanterieregiment. Het regiment werd echter wel onder de Inspecteur der Cavalerie geplaatst.
Met de uitreiking van de standaard in 's-Hertogenbosch in 1928 was de vorming tot regiment rond. Regimentscommandant Luitenant-kolonel van Dedem nam plechtig de standaard in ontvangst van generaal Muller Massis.
Begin jaren 1930 werd bij de cavalerie een aantal eskadrons wielrijders ingericht, de Huzaren-Wielrijders, later Eskadrons Wielrijders (EW) genoemd. In tegenstelling tot de wielrijders van het regiment waren dit geen infanteristen maar verkenners van de cavalerie. Zij waren dan ook als zodanig herkenbaar. Rijbroeken en rijlaarzen (met sporen!) stonden in schril contrast met de pofbroek en beenwindsels van de wielrijder-tirailleur van de infanterie.
Op 1 maart 1939 werd het Regiment Wielrijders gesplitst in een 1e en 2e Regiment Wielrijders. Elk bestond uit 2 bataljons en een derde bataljon in oprichting. 1RW bleef in de Isabellakazerne en 2RW ging in Apeldoorn in garnizoen in de Koning Willem III kazerne. 2 RW was geen lang leven beschoren want 5 maanden later kwam de mobilisatie. Daarna werden beide regimenten Wielrijders naar Oost-Brabant verplaatst als reserve van de Peel-Raamstelling.

### Tweede Wereldoorlog
Gedurende de mobilisatie van 1939 formeerden zowel het Regiment Wielrijders (RW) als de Eskadrons Wielrijders oorlogseenheden. Voor het RW betekende dit een formering van een tweede regiment. Met deze verdubbeling kwam het aantal infanteristen op het rijwiel (maar ook op de motor!) op ongeveer 5600 man te staan.
Beide regimenten wielrijders hebben voornamelijk opgetreden in Dordrecht en omgeving. De eskadrons wielrijders hebben zich onderscheiden in de gevechten rond de Grebbelinie en Grebbeberg.
De militaire rijwieleenheden werden na de oorlog opgeheven. In 1946 zijn beide regimenten wielrijders 'teruggebracht' tot het oorspronkelijke regiment, dat vervolgens officieel werd opgeheven. Even is er aan het eind van de jaren 1940 sprake geweest van infanteristen op de fiets. Van de drie territoriale infanteriebataljons werden de 5e en 6e compagnie ingericht met rijwielen. Dit heeft echter niet langer dan een kleine anderhalf jaar geduurd

## Herinneringen
De tradities van de infanterie-wielrijders worden niet bewaard noch voortgezet door een van de huidige bestaande infanterieregimenten. Alleen het rijdende Muziekkorps der Wielrijders is opgevolgd, door de Fanfare "Bereden Wapens". De tradities van de huzaren-wielrijders (Eskadrons Wielrijders) worden door het Regiment Huzaren van Boreel bewaard.
Tot november 2014 bevond de collectie memoriabila van het voormalig Regiment Wielrijders zich in het Infanteriemuseum in het Museumpark Harskamp. Vanwege de opheffing van dit museum in verband met de opening van het Nationaal Militair Museum, is de Collectie Wielrijders teruggebracht naar de Isabellakazerne in 's-Hertogenbosch. Hier wordt ze wederom tentoongesteld. De kazerne vormde van 1922 tot 1940 de moederkazerne van het 1e Regiment Wielrijders. Naast vele militaire gebruiksvoorwerpen bevat de collectie een diorama van een Compagnie Wielrijders en een grote maquette van de Isabellakazerne uit de tijd van het Regiment Wielrijders. In het Cavaleriemuseum te Amersfoort is ook nog een diorama van een cavalerist met rijwiel te zien.